# SS Bovic
SS Bovic a fost un vapor construit de firma maritimă White Star Line în anul 1892 la șantierele Harland and Wolff. 

## Istoric
SS Bovic fost nava geamănă pentru vaporul SS Naronic. Ca și SS Naronic, SS Bovic a fost proiectat pentru a putea transporta animale, dar mai târziu a fost renovat și rearanjat pentru a transporta persoane. Mai târziu, a fost transferat firmei Leyland Line în anul 1921, urmând să fie scos din uz la Rotterdam, în 1928.